# Азербайджанський Народний Уряд
Азербайджанський Народний Уряд (азерб. Azərbaycan Demokratik Firqəsi, рос. Азербайджанское народное правительство) — недовготривала, прорадянська клієнтська держава (листопад 1945 — листопад 1946 року) в північному Ірані. Заснована в Іранському Азербайджані, столиця — Тебріз. Її створення і скасування були частиною іранської кризи, яка була попередницею «холодної війни».

## Історія
Для постачання радянських військ військовими матеріалами, під час Другої Світової війни через територію Ірану, британські і радянські війська спільно окупували країну в серпні 1941 року. Радянські війська з території Вірменської РСР, Азербайджанської РСР і Туркменської РСР і британські та індійські війська з Іраку атакували іранську територію і незабаром взяли контроль над країною. У вересні британці змусили шаха Реза Пехлеві відректися від престолу на користь свого сина Мухаммед Реза Пехлеві, який правив до 1979 року.
З поваленням Реза Пехлеві у вересні 1941 року, радянські війська захопили Тебріз і північно-західний Іран з військових і стратегічних міркувань. Азербайджанський народний уряд — маріонетковий уряд створений СРСР, під керівництвом Джафара Пішеварі було проголошено в Тебрізі. Партія, яка була створена за прямою вказівкою Сталіна, базувалася на невдоволенні деяких місцевих жителів політикою централізації Реза Пехлеві. З північного Ірану під радянською окупацією, Сталін будував плани для «поширення соціалізму», створивши сепаратистські маріонеткові держави. Курдська Мехабадська Республіка була однією з таких держав і уряд СРСР вирішив створити сепаратистську державу в Північному Ірані з азербайджанською більшістю населення. За цей час проведено відродження азербайджанської літературної мови, яка була в значній мірі витіснена перською, за допомогою письменників, журналістів та викладачів з Азербайджанської РСР. Намагаючись етнічно одноманітніти країну, де половина населення складалася з етнічних меншин, Реза Пехлеві заборонив використання азербайджанської мови у школах, театрах, релігійних церемоніях, й у виданні книг. Сьогоденний режим продовжує цю заборону з 1979 року. Ці накази були видані, попри те, що мати Реза Пехлеві — англ. Noosh Afarin і його дружина — англ. Taj-Al-Molook Ayrimlu обидві мали азербайджанське коріння.

## Створення
Firqah-i Dimukrat, або Демократична партія Іранського Азербайджану (ДПІА), публічно оголосила про своє створення в Тебрізі 3 вересня 1945 групою ветеранів комуністів на чолі з Джафар Пішеварі. Після цього було запропоновано всім членам Народної Партії Ірану (НПІ) приєднатися до новоствореної партії ДПІА розширила свій вплив на весь Іранський Азербайджан, й ініціювала місцевий державний переворот за допомогою Червоної армії, яка перешкодила втручанню іранської армії. У перший тиждень вересня 1945, ДПІА, на чолі з Джафаром Пішеварі, давнім лідером революційного руху в Гіляні, оголосила себе на чолі Іранського Азербайджані, обіцяв ліберальні демократичні реформи, і розпустив місцеве відділення НПІ. Пізніше у вересні 1945, на своєму першому з'їзді, ДПІ проголосила створення селянської міліції, яка до середини листопада 1945 захопила всі інші державні посади в провінції, і Іранський Азербайджан "став автономною республікою під керівництвом 39 членів національного виконавчого комітету ". Прем'єр-міністром республіки був Ахмад Кордарі
У той же час, США стримко нарощували військову допомогу іранському уряду. Під тиском з боку західних держав, Радянський Союз зменшив свою підтримку новоствореній державні й іранським військовим вдалося відновити іранську владу в листопаді 1946 року.

## Скасування
13 червня 1946 року дійшли згоди Центральний уряд у Тегерані і делегати з Азербайджану на чолі з Пішеварі. За цією угодою Пішеварі погодився відмовитися від своєї автономії, відмовився від своїх міністерств і прем'єра, і автономія увійшла до складу Ірану. Її парламент повинен бути перетворено в провінційні ради, визнані і передбачені в Конституції Ірану
До середини грудня 1946 року іранська армія зайняла Тебріз, поклавши тим самим кінець Народному Уряду Азербайджану після повного року його існування За час існування автономії, близько 500 прихильників шаха було страчено.
Багато керманичів автономії знайшли притулок в Азербайджанській РСР. Джафар Пішеварі незабаром загинув в автомобільній катастрофі. Прем'єр-міністра Кордарі був в ув'язненні протягом багатьох років, а потім звільнений через невпинні зусилля його брата Казема.